# Prvenstvo Hrvatske u bejzbolu 2003.
Prvenstvo Hrvatske u bejzbolu za 2003. je drugi put zredom osvojio Kelteks iz Karlovca.

## Ljestvice i rezultati

### 1. A liga
| mj | klub                | ut | pob | por |
| -- | ------------------- | -- | --- | --- |
| 1. | Nada SSM (Split)    | 8  | 7   | 1   |
| 2. | Kelteks (Karlovac)  | 8  | 6   | 2   |
| 3. | Zagreb (Zagreb)     | 8  | 5   | 3   |
| 4. | Vindija (Varaždin)  | 8  | 2   | 6   |
| 5. | Medvednica (Zagreb) | 8  | 0   | 8   |

### 1. B liga
| mj | klub                 | ut | pob | por |
| -- | -------------------- | -- | --- | --- |
| 1. | Novi Zagreb (Zagreb) | 12 | 11  | 1   |
| 2. | Grabrik (Karlovac)   | 12 | 9   | 3   |
| 3. | Purger (Zagreb)      | 12 | 3   | 9   |
| 4. | Donat (Zadar)        | 12 | 1   | 11  |

### Doigravanje za prvaka
| klub1                      | rez.                            | klub2           |
| četvrtzavršnica            | četvrtzavršnica                 | četvrtzavršnica |
| -------------------------- | ------------------------------- | --------------- |
| Purger                     | 0:19*, 0:9                      | Nada SSSM       |
| Grabrik                    | 0:14, 0:9                       | Kelteks         |
| Novi Zagreb                | 7:17*, 2:9                      | Zagreb          |
| Medvednica                 | 10:20*, 2:13                    | Vindija         |
|                            |                                 |                 |
| poluzavršnica              |                                 |                 |
| Nada SSM                   | 16:0*, 7:3*, 10:4               | Vindija         |
| Kelteks                    | 4:1*, 5:4*, 9:2                 | Zagreb          |
|                            |                                 |                 |
| završnica                  |                                 |                 |
| Nada SSM                   | 9:1*, 1:2*, 2:6, 2:5, 4:1, 2:4* | Kelteks         |
|                            |                                 |                 |
| * domaća utakmica za klub1 |                                 |                 |

### Druga liga
1. Gajnice (Zagreb)
2. Osijek (Osijek)
3. Baza (Šibenik)
4. Sisak Storks (Sisak)